# Infanta María Teresa
El Infanta María Teresa fue un crucero acorazado de la Armada Española de la clase Infanta María Teresa que entró en servicio en Bilbao (España) en 1893 y fue hundido en Santiago de Cuba en 1898 durante la batalla naval de Santiago de Cuba. Reflotado por los estadounidenses el 24 de septiembre de 1898, se hundió definitivamente en Cat Island (Bahamas) el 1 de noviembre de 1898.
El Infanta María Teresa fue el buque insignia de la escuadra del almirante Cervera durante la guerra de Cuba.

…Y así es que no nos cansaremos de decir que los buques eran magníficos; que en instrucción no cedían a los mejores de cualquier marina del mundo.
Víctor M. Concas y Palau, La escuadra del almirante Cervera

## Tipo

Perfil del Infanta María Teresa con su aspecto en 1898.

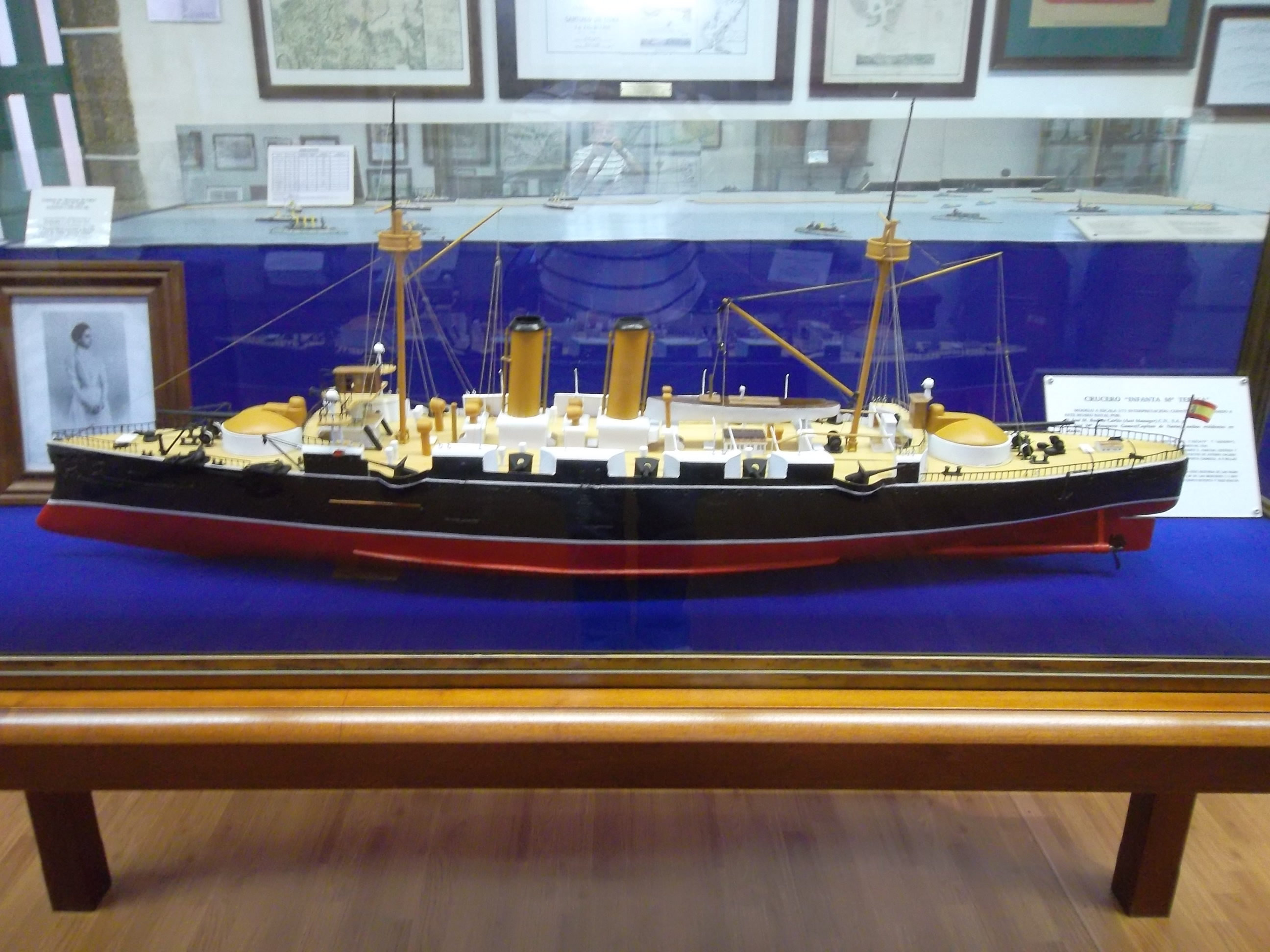
Maqueta del crucero Infanta María Teresa.

El Infanta María Teresa y sus dos hermanos gemelos, el Vizcaya y Almirante Oquendo eran versiones más grandes de la clase Orlando de cruceros británicos, con un blindaje basado en el mismo principio. Otras fuentes los clasifican como una versión agrandada y con una artillería más potente de la clase de cruceros británica Orlando —que desplazaba 5000 t—.
Estos buques, catalogados como cruceros protegidos de 1ª clase, eran también catalogados como cruceros acorazados por otras marinas, ya que, pese a su escaso desplazamiento (6890 t), su protección (cinturón blindado de 305–254 mm y barbetas 229 mm) era muy superior a la habitual en los cruceros protegidos (de 70 a 152 mm, salvo excepciones). Por lo tanto, se debe tener en cuenta la posibilidad de designar, o localizar designados, a estos buques de las dos formas.
Buques excelentes sobre el papel, aunque con una acusada debilidad en la superestructura donde se asentaba toda la batería media, en la práctica y debido especialmente al secular retraso de la industria española acabaron quedando por debajo de lo esperado de ellos.

## Blindaje y armamento

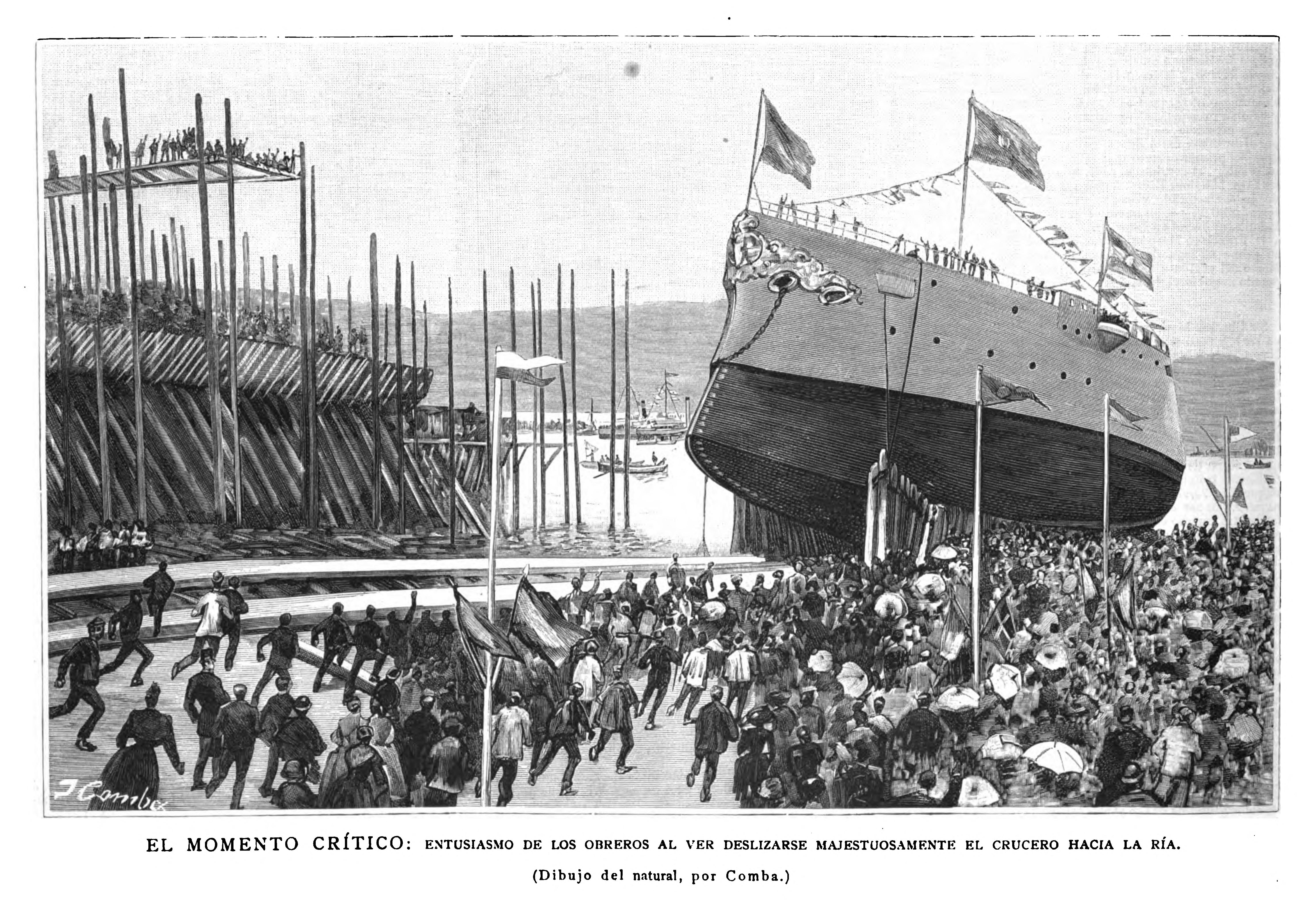
Botadura del crucero en Sestao en 1890. Dibujo del natural por Juan Comba.

Un estrecho cinturón blindado cubría las dos terceras partes de la línea de flotación en el centro del buque, con la cubierta blindada plana sobre el cinturón, pero curvándose hacia abajo en los extremos, con un glacis inclinado blindado sobre la sala de máquinas. Se colocaron anchas carboneras sobre el cinturón, con un grupo de carboneras más estrechas a los lados de la sala de máquinas por debajo de la línea de flotación. Tenían su mayor debilidad en sus altas bandas, donde se situaban las piezas de medio y pequeño calibre sin más protección que las que les proporcionaban los manteletes de las piezas y el propio costado del buque, dejando desprotegidos a los sirvientes de las baterías.
Como todos los buques de guerra de la época, a pesar de estar construidos en acero aún utilizaban profusamente la madera tanto para elementos decorativos como en mobiliario, las cubiertas y los aparejos, haciendo al Infanta María Teresa y sus otros compañeros de flota seriamente susceptibles al fuego.
Los cañones González Hontoria de 280 mm se colocaron a proa y a popa junto con cañones de repetición de 140 mm sobre la cubierta superior detrás de pantallas protectoras. Los tubos lanzatorpedos, situados a proa, fueron el gran error de la Armada Española, al basar en estos su filosofía de ataque, cuando sus torpedos tenían un alcance máximo de 800 m

## Historia

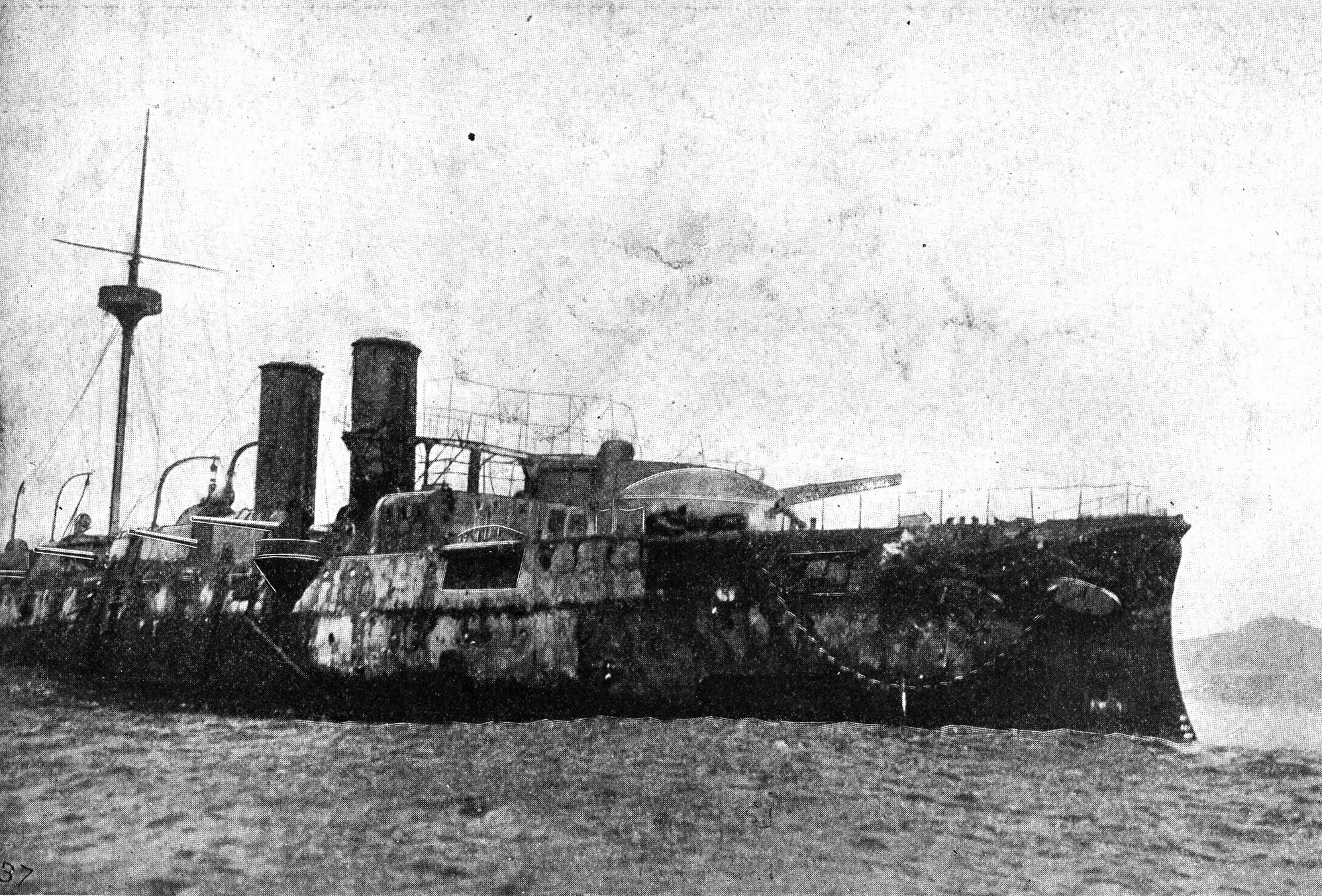
El Infanta María Teresa incendiado tras la batalla de Santiago de Cuba.

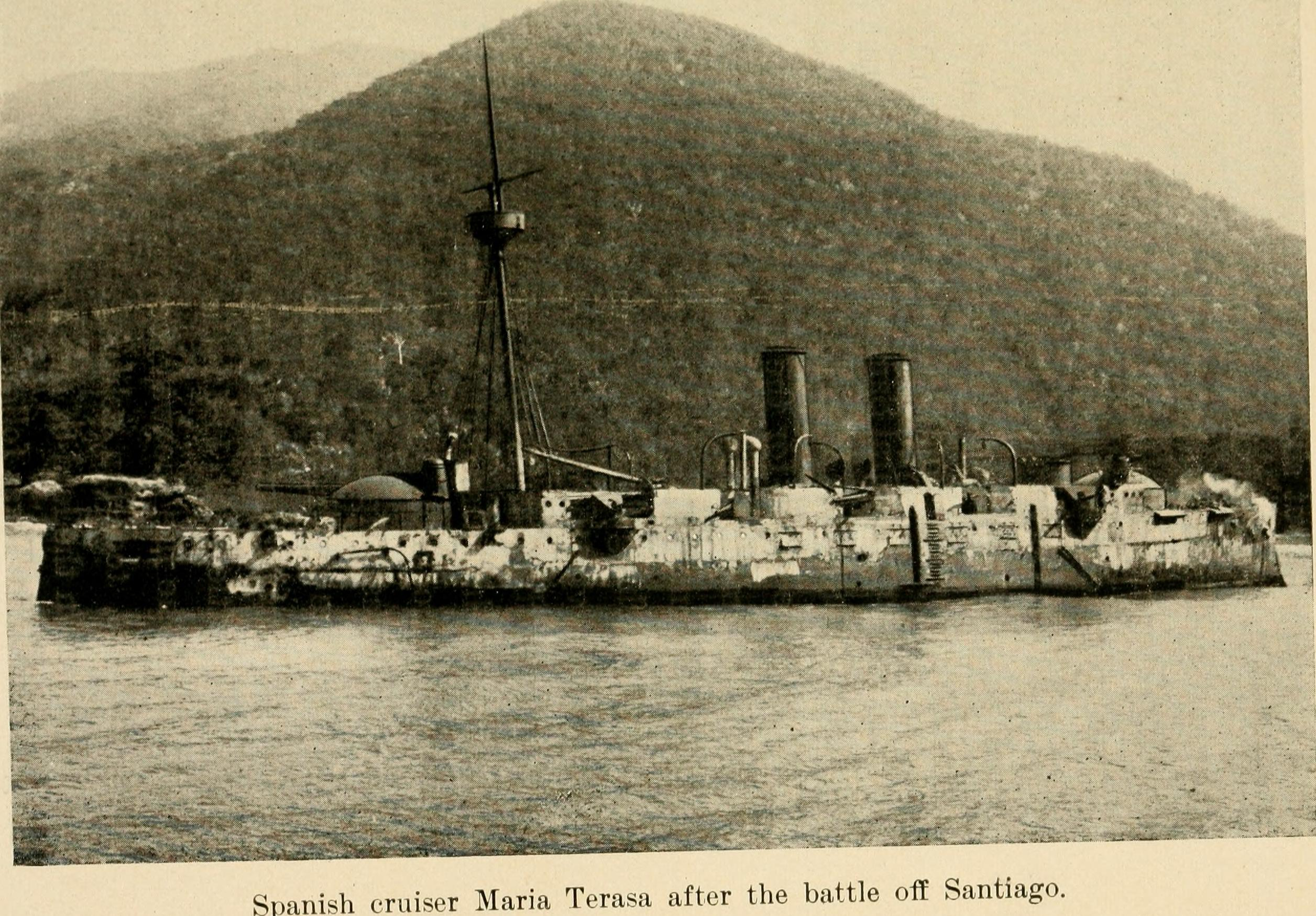
Naufragio del Infanta María Teresa tras la batalla.

El Infanta María Teresa fue el primer buque en salir de la bahía de Santiago el 3 de julio de 1898 a librar la batalla naval de Santiago de Cuba. Como buque insignia trató de atraer los mayores golpes en los primeros momentos de la batalla. Pronto lo dañaron seriamente y se incendió. Después de lo que pareció un intento de embestir al buque insignia del Comodoro Schley, el USS Brooklyn, Cervera encalló en tierra al Infanta María Teresa justo a unas pocas millas al oeste de la entrada de la bahía de Santiago para permitir que su equipo se salvara.
A pesar de ser severamente dañado por las explosiones y el fuego, la marina de guerra de los Estados Unidos encontró el crucero salvable, fue puesto a flote nuevamente y llevado a la bahía de Guantánamo para las reparaciones preliminares. Mientras era remolcado por el barco Vulcan a Norfolk, Virginia, para reconstruirlo, les sorprendió una tormenta tropical. La línea de remolque fue cortada, y perdieron al Infanta María Teresa en el mar. Finalmente se hundió entre dos arrecifes en Cat Island (Bahamas) y fue declarado pérdida total.